# Кнез-Гориця
45°26′ пн. ш. 15°39′ сх. д. / 45.43° пн. ш. 15.65° сх. д.
Кнез-Гориця (хорв. Knez Gorica) — населений пункт у Хорватії, у Карловацькій жупанії у складі міста Карловаць.

## Населення
Населення за даними перепису 2011 року становило 111 осіб.
Динаміка чисельності населення поселення: